# Panipuri

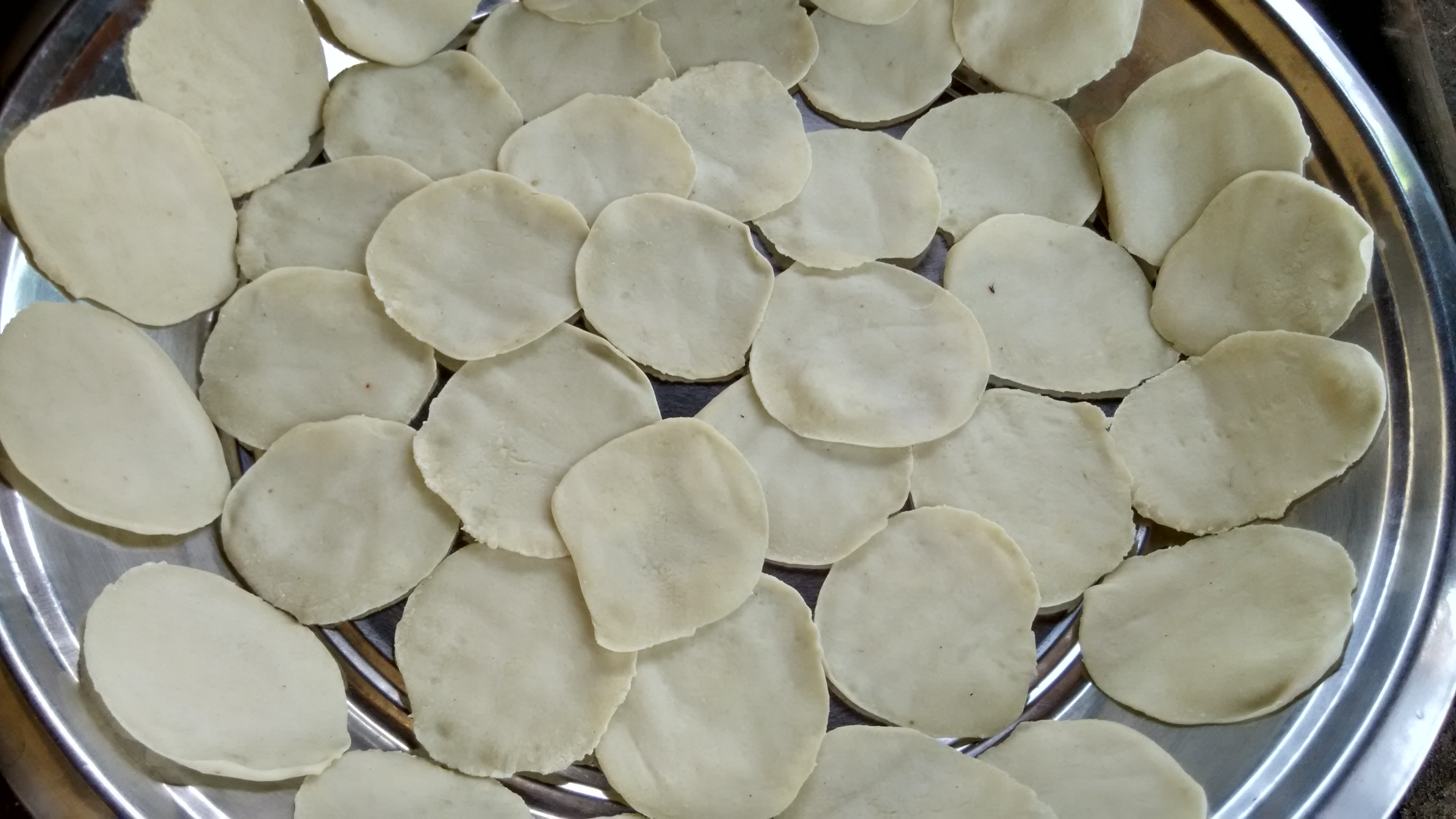
Ausgerollte Weizenmehl-Teigfladen vor dem Frittieren

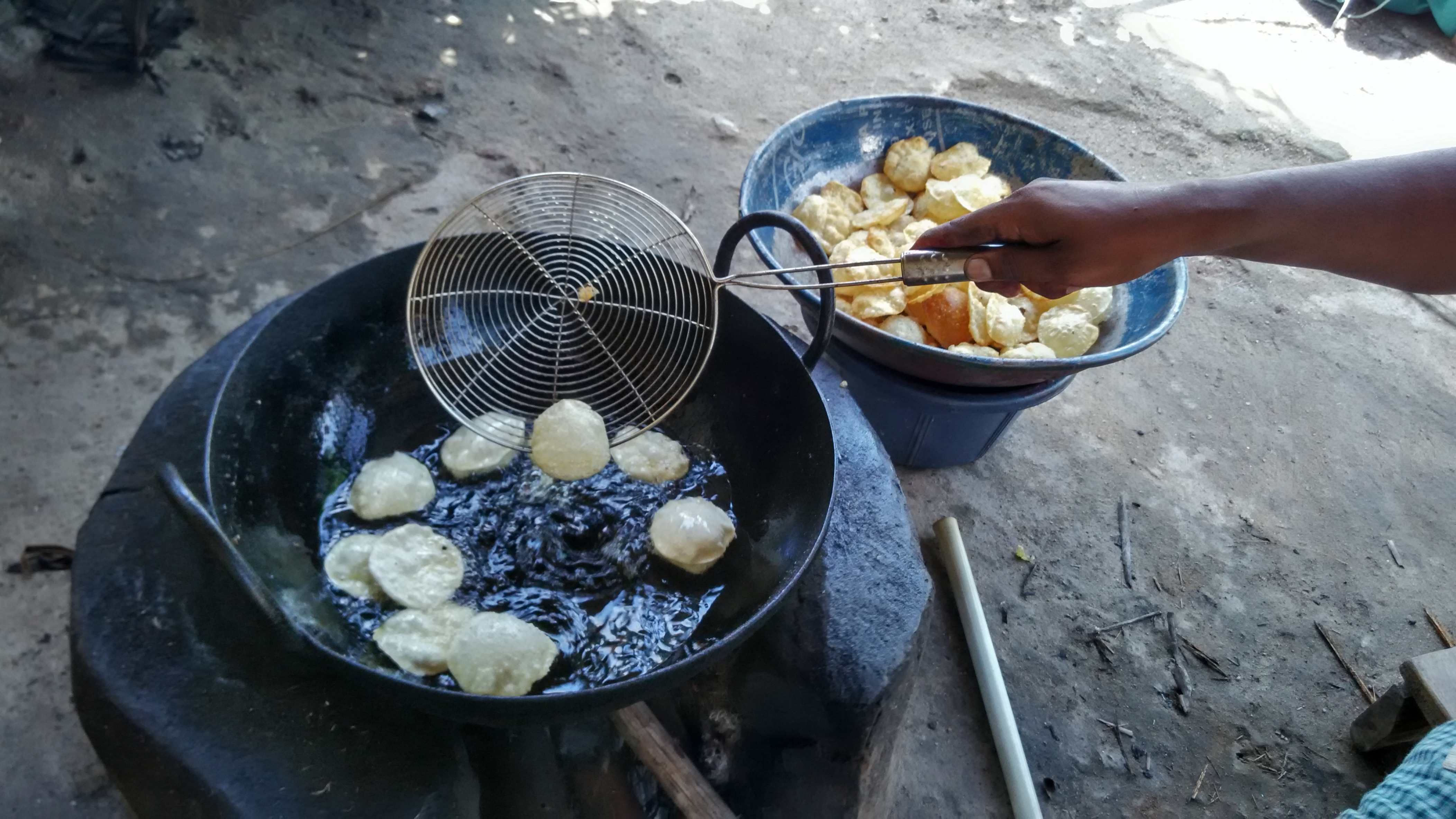
Ausbacken der Teighülle in heißem Öl (Herstellen der Kugelform)

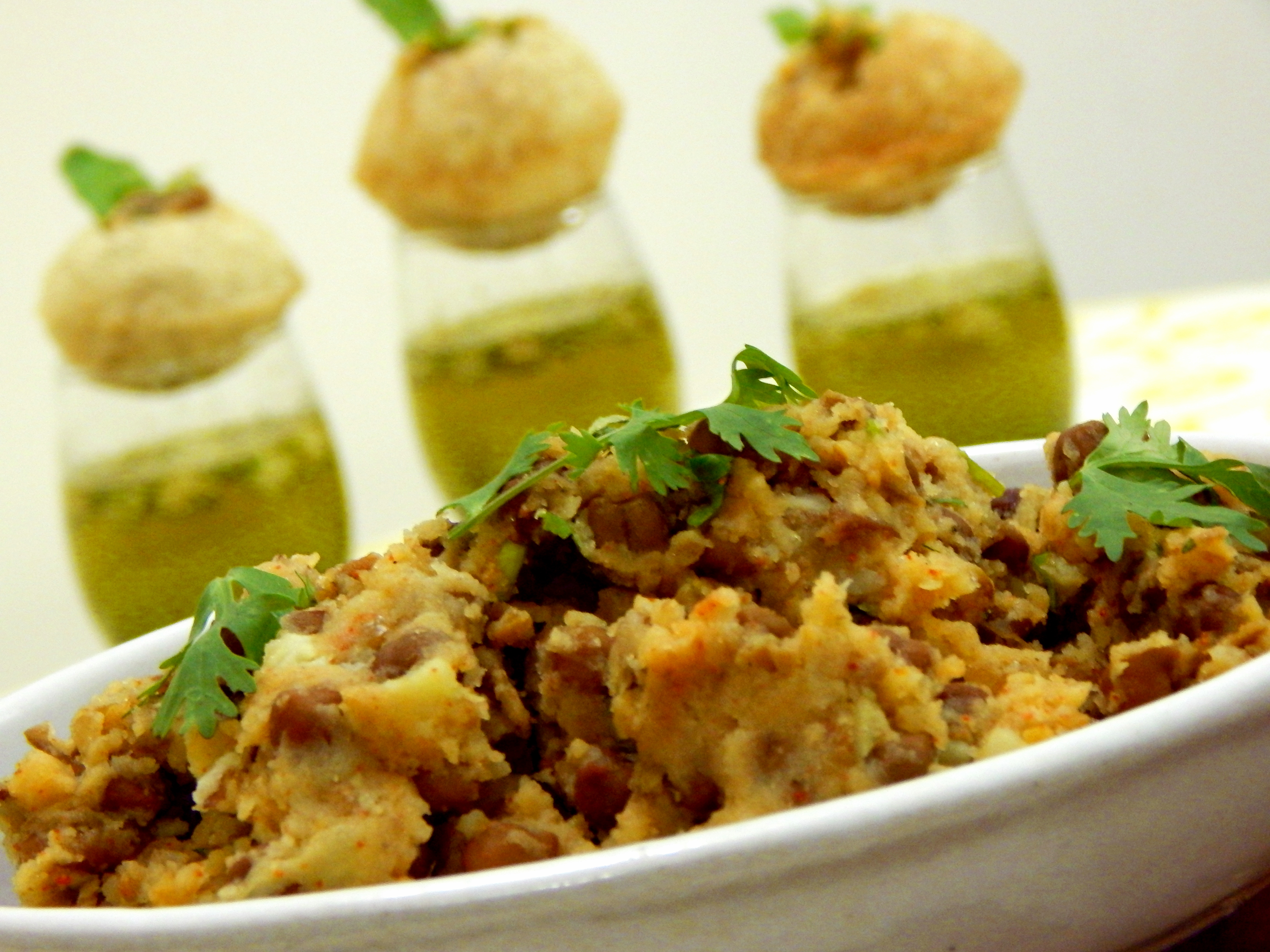
Würzige Füllung auf Kartoffelbasis

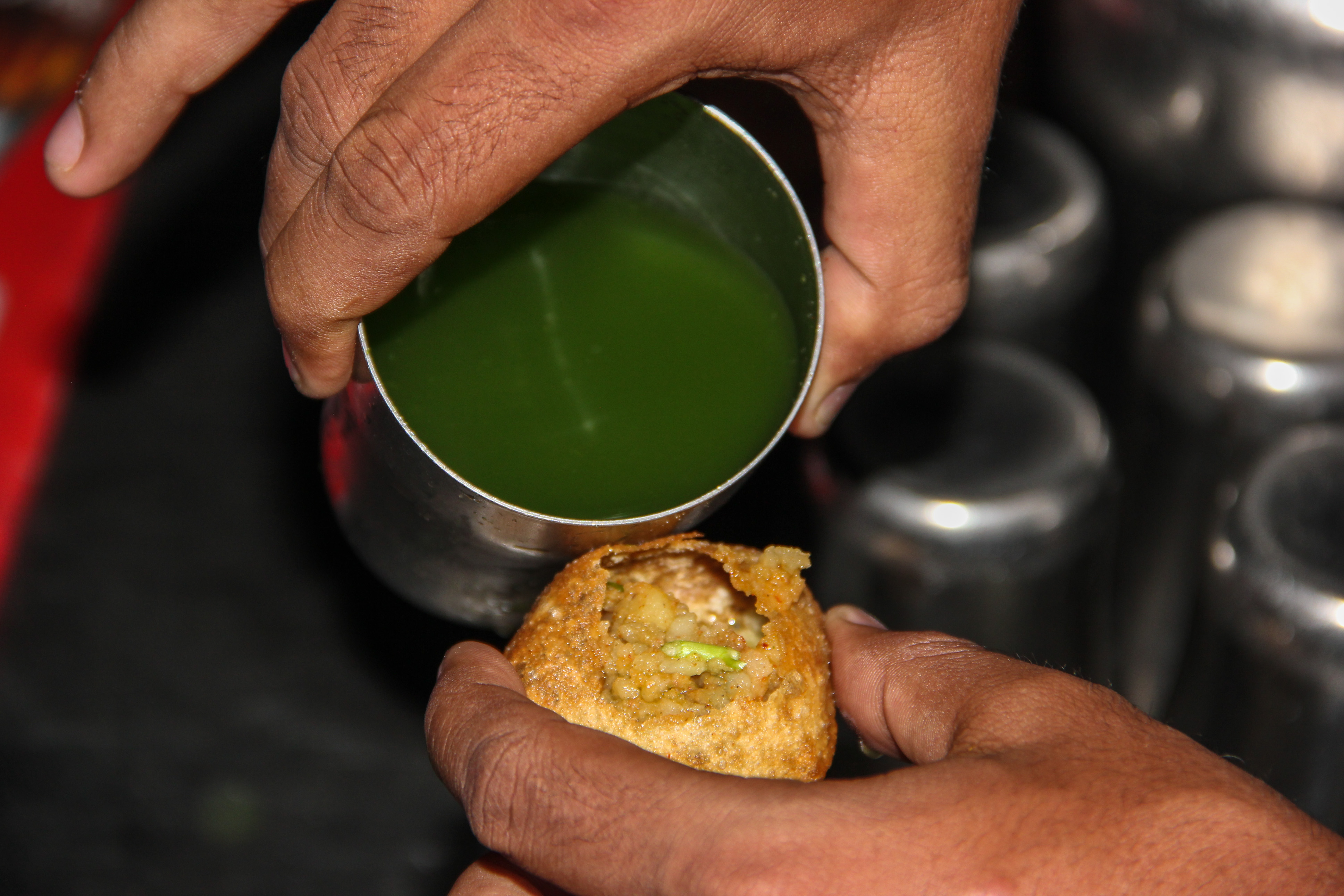
Eine wässrige Sauce wird kurz vor dem Verzehr in das geöffnete und fertig gefüllte Puri gegossen.

Panipuri  (Hindi पानी पूरी pānī pūrī; wörtlich „Wasser in frittiertem Brot“) ist ein in Nordindien, Nepal, Bengalen und Pakistan beliebter Snack (chat), den man überwiegend auf der Straße kauft, aber auch selbst herstellen kann. Es gibt verschiedene Varianten der Würzung und der Sauce. Die Speise ist je nach Region auch als Phuchka (bengalisch ফুচকা), Pakodi, Phulki, Gup Chup oder Gol Gappa bekannt. Das Gericht besteht aus einer runden, hohlen Puri (frittiertes Brot)-Teighülle aus Weizenmehl. Die fertig ausgebackene und geöffnete Teighülle wird mit einer extra zubereiteten, würzigen Füllung auf Kartoffelbasis (u. a. Zwiebeln, Kichererbsen, Kräutern) gefüllt. Das Ganze wird zusätzlich mit einer wässrigen Sauce (Pani = Wasser) aufgefüllt, die meist aus Koriander, Minze, grünen Chilis und Tamarindenpaste besteht. Die Sauce kann auch boondi enthalten, einem Topping aus Kichererbsenmehl. Das Gericht wird oft mit der Gewürzmischung (masala) Chat Masala und Chili-Pulver gekocht.